# Discographie de Cascada

## Albums

### Albums studio
| Titre                   | Détails                                                   | Classement des ventes | Classement des ventes | Classement des ventes | Classement des ventes | Classement des ventes | Classement des ventes | Classement des ventes | Classement des ventes | Classement des ventes | Classement des ventes | Classement des ventes | Classement des ventes | Estimations des ventes |
| Titre                   | Détails                                                   | ALL                   | AUT                   | BEL (FL)              | BEL (WAL)             | É-U                   | FR                    | IRL                   | NOR                   | P-B                   | R-U                   | SUE                   | SUI                   | Estimations des ventes |
| ----------------------- | --------------------------------------------------------- | --------------------- | --------------------- | --------------------- | --------------------- | --------------------- | --------------------- | --------------------- | --------------------- | --------------------- | --------------------- | --------------------- | --------------------- | ---------------------- |
| Everytime We Touch      | - Sortie : 21 février 2006 - Formats : CD,Téléchargement  | 50                    | 31                    | —                     | 47                    | 67                    | 11                    | 1                     | 14                    | 40                    | 2                     | 10                    | 48                    | Monde : 7 000 000      |
| Perfect Day             | - Sortie : 3 décembre 2007 - Formats : CD, Téléchargement | 30                    | 16                    | —                     | —                     | 70                    | 17                    | 6                     | —                     | —                     | 9                     | —                     | 81                    | Monde : 3 000 000      |
| Evacuate the Dancefloor | - Sortie : 6 juillet 2009 - Formats : CD, Téléchargement  | 21                    | 15                    | 66                    | 60                    | 155                   | 19                    | 15                    | 17                    | 69                    | 8                     | —                     | 36                    | Monde : 3 500 000      |
| Original Me             | - Sortie : 20 juin 2011 - Formats : CD, Téléchargement    | 41                    | 46                    | —                     | —                     | —                     | —                     | —                     | —                     | —                     | 24                    | —                     | 44                    | Monde : 1 000 000      |

### Compilations
| Titre                              | Détails                                                                                     | Classement des ventes | Classement des ventes | Classement des ventes |
| Titre                              | Détails                                                                                     | ALL                   | AUT                   | SUI                   |
| ---------------------------------- | ------------------------------------------------------------------------------------------- | --------------------- | --------------------- | --------------------- |
| Greatest Hits                      | - Sortie : 31 juillet 2009 - Formats : CD, Téléchargement - Pays: Afrique du Sud            | —                     | —                     | —                     |
| Just the Hits                      | - Sortie : 16 novembre 2010 - Formats : CD, Téléchargement - Pays: Canada                   | —                     | —                     | —                     |
| Back on the Dancefloor             | - Sortie : 13 avril 2012 - Formats : CD, Téléchargement - Pays: Allemagne, Autriche, Suisse | 35                    | 31                    | 25                    |
| The Best of Cascada                | - Sortie : 29 mars 2013 - Formats : CD, Téléchargement - Pays: Allemagne, Autriche, Suisse  | 5                     | —                     | —                     |
| 2015                               | - Sortie : 29 mars 2013 - Formats : CD - Pays: Singapour, Malaisie                          | —                     | —                     | —                     |
| Best Of Cascada (Wild Nights Tour) | - Sortie : 18 mai 2018 - Formats : CD, Téléchargement - Pays: Australie                     | —                     | —                     | —                     |

### Album de remixes
| Titre           | Détails                                                    |
| --------------- | ---------------------------------------------------------- |
| The Remix Album | - Sortie : 10 novembre 2006 - Formats : CD, Téléchargement |

### Album acoustique
| Titre             | Détails                                                     |
| ----------------- | ----------------------------------------------------------- |
| Acoustic Sessions | - Sortie : 1er novembre 2013 - Formats : CD, Téléchargement |

### Album de Noël
| Titre               | Détails                                                |
| ------------------- | ------------------------------------------------------ |
| It's Christmas Time | - Sortie : 30 novembre 2012 - Formats : Téléchargement |

## Singles

### Artistes principaux
| Année | Titre                                                | Classement des ventes | Classement des ventes | Classement des ventes | Classement des ventes | Classement des ventes | Classement des ventes | Classement des ventes | Classement des ventes | Classement des ventes | Classement des ventes | Classement des ventes | Classement des ventes | Classement des ventes | Album                              |
| Année | Titre                                                | ALL                   | AUT                   | BEL (FL)              | BEL (WAL)             | CAN                   | É-U                   | FIN                   | FR                    | IRL                   | P-B                   | R-U                   | SUE                   | SUI                   | Album                              |
| ----- | ---------------------------------------------------- | --------------------- | --------------------- | --------------------- | --------------------- | --------------------- | --------------------- | --------------------- | --------------------- | --------------------- | --------------------- | --------------------- | --------------------- | --------------------- | ---------------------------------- |
| 2004  | Miracle                                              | 32                    | 24                    | —                     | 20                    | —                     | —                     | 39                    | 1                     | 4                     | 8                     | 8                     | 10                    | 85                    | Everytime We Touch                 |
| 2005  | Bad Boy [A]                                          | —                     | —                     | —                     | —                     | —                     | —                     | —                     | —                     | —                     | —                     | —                     | —                     | —                     | Everytime We Touch                 |
| 2005  | Everytime We Touch                                   | 5                     | 13                    | 32                    | 7                     | 2                     | 10                    | —                     | 2                     | 1                     | 12                    | 2                     | 1                     | 22                    | Everytime We Touch                 |
| 2005  | How Do You Do [B]                                    | 50                    | —                     | —                     | —                     | —                     | —                     | —                     | —                     | —                     | —                     | —                     | —                     | —                     | Everytime We Touch                 |
| 2006  | Truly, Madly, Deeply                                 | 26                    | 22                    | —                     | 25                    | —                     | —                     | 16                    | —                     | 3                     | 25                    | 4                     | 11                    | —                     | Everytime We Touch                 |
| 2006  | Wouldn’t It Be Good                                  | —                     | —                     | —                     | —                     | —                     | —                     | —                     | —                     | —                     | —                     | —                     | 54                    | —                     | Everytime We Touch                 |
| 2006  | Ready For Love [A]                                   | —                     | —                     | —                     | —                     | —                     | —                     | —                     | —                     | —                     | —                     | —                     | —                     | —                     | Everytime We Touch                 |
| 2007  | A Neverending Dream                                  | 15                    | —                     | —                     | —                     | —                     | —                     | 5                     | —                     | 15                    | 77                    | 46                    | —                     | —                     | Everytime We Touch                 |
| 2007  | What Hurts the Most                                  | 9                     | 3                     | —                     | —                     | 54                    | 52                    | 18                    | 2                     | 6                     | 35                    | 10                    | 5                     | —                     | Perfect Day                        |
| 2007  | Last Christmas                                       | 82                    | 63                    | —                     | —                     | —                     | —                     | —                     | —                     | —                     | —                     | —                     | —                     | —                     | Perfect Day                        |
| 2008  | What Do You Want From Me?                            | 54                    | 50                    | —                     | —                     | —                     | —                     | —                     | —                     | —                     | 89                    | 51                    | —                     | —                     | Perfect Day                        |
| 2008  | Because the Night                                    | 41                    | 45                    | —                     | —                     | —                     | —                     | —                     | —                     | —                     | —                     | 28                    | —                     | —                     | Perfect Day                        |
| 2008  | Faded [C]                                            | —                     | —                     | —                     | —                     | —                     | —                     | —                     | —                     | —                     | —                     | —                     | —                     | —                     | Perfect Day                        |
| 2009  | Perfect Day [C]                                      | —                     | —                     | —                     | —                     | —                     | —                     | —                     | —                     | —                     | —                     | —                     | —                     | —                     | Perfect Day                        |
| 2009  | Evacuate the Dancefloor                              | 5                     | 6                     | 6                     | 4                     | 4                     | 25                    | —                     | 5                     | 2                     | 7                     | 1                     | 13                    | 7                     | Evacuate the Dancefloor            |
| 2009  | Fever                                                | 31                    | 38                    | —                     | —                     | —                     | —                     | —                     | 10                    | —                     | 55                    | —                     | —                     | —                     | Evacuate the Dancefloor            |
| 2009  | Dangerous [D]                                        | —                     | —                     | —                     | —                     | —                     | —                     | 19                    | —                     | —                     | 99                    | 67                    | —                     | —                     | Evacuate the Dancefloor            |
| 2010  | Pyromania                                            | 21                    | 26                    | —                     | —                     | 93                    | —                     | —                     | 11                    | —                     | —                     | 60                    | —                     | —                     | Original Me                        |
| 2011  | San Francisco                                        | 13                    | 14                    | —                     | —                     | —                     | —                     | —                     | —                     | —                     | 34                    | 64                    | —                     | —                     | Original Me                        |
| 2011  | Au Revoir                                            | 73                    | 31                    | —                     | —                     | —                     | —                     | —                     | —                     | —                     | —                     | —                     | —                     | —                     | Original Me                        |
| 2011  | Night Nurse                                          | —                     | —                     | —                     | —                     | —                     | —                     | —                     | —                     | —                     | —                     | —                     | —                     | —                     | Original Me                        |
| 2012  | Summer of Love                                       | 13                    | 7                     | —                     | —                     | —                     | —                     | —                     | 23                    | —                     | 76                    | —                     | —                     | 13                    | Back on the Dancefloor             |
| 2012  | The Rhythm of the Night                              | 26                    | 9                     | —                     | —                     | —                     | —                     | —                     | —                     | —                     | —                     | —                     | —                     | 22                    | The Best of Cascada                |
| 2013  | Glorious                                             | 6                     | 29                    | —                     | —                     | —                     | —                     | —                     | —                     | 94                    | —                     | —                     | —                     | 56                    | The Best of Cascada                |
| 2013  | The World Is In My Hands                             | —                     | —                     | —                     | —                     | —                     | —                     | —                     | —                     | —                     | —                     | —                     | —                     | —                     | The Best of Cascada                |
| 2014  | Blink                                                | —                     | —                     | —                     | —                     | —                     | —                     | —                     | —                     | —                     | —                     | —                     | —                     | —                     | 2015                               |
| 2014  | Madness                                              | —                     | —                     | —                     | —                     | —                     | —                     | —                     | —                     | —                     | —                     | —                     | —                     | —                     | 2015                               |
| 2015  | Reason                                               | —                     | —                     | —                     | —                     | —                     | —                     | —                     | —                     | —                     | —                     | —                     | —                     | —                     | 2015                               |
| 2017  | Run                                                  | —                     | —                     | —                     | —                     | —                     | —                     | —                     | —                     | —                     | —                     | —                     | —                     | —                     | Best Of Cascada (Wild Nights Tour) |
| 2017  | Playground                                           | —                     | —                     | —                     | —                     | —                     | —                     | —                     | —                     | —                     | —                     | —                     | —                     | —                     | Best Of Cascada (Wild Nights Tour) |
| 2018  | Back For Good                                        | —                     | —                     | —                     | —                     | —                     | —                     | —                     | —                     | —                     | —                     | —                     | —                     | —                     | Best Of Cascada (Wild Nights Tour) |
| 2019  | Like The Way I Do                                    | —                     | —                     | —                     | —                     | —                     | —                     | —                     | —                     | —                     | —                     | —                     | —                     | —                     |                                    |
| 2020  | I'm Feeling (In The Air)                             | —                     | —                     | —                     | —                     | —                     | —                     | —                     | —                     | —                     | —                     | —                     | —                     | —                     |                                    |
| 2021  | One Last Dance (avec Trans-X)                        | —                     | —                     | —                     | —                     | —                     | —                     | —                     | —                     | —                     | —                     | —                     | —                     | —                     |                                    |
| 2021  | Never Let Me Go (avec Timmy Trumpet & Harris & Ford) | —                     | —                     | —                     | —                     | —                     | —                     | —                     | —                     | —                     | —                     | —                     | —                     | —                     |                                    |

- A ^ - Uniquement en Suède.
- B ^ - Uniquement en Europe.
- C ^ - Uniquement aux États-Unis et au Canada.
- D ^ - Uniquement au Royaume-Uni et en Irlande.

### Artistes en featuring
| Année | Titre                               |
| ----- | ----------------------------------- |
| 2011  | Jump (Jerome Molnar feat. Cascada)  |
| 2016  | Praise You (Cassiano feat. Cascada) |

## Remixes
- 2004 : Groove Coverage - 7 Years & 50 Days (Cascada vs. Plazmatek Remix)
- 2004 : Klubbingman - Magic Summer Night (Cascada vs. Plazmatek Remix)
- 2004 : M.Y.C. - Rock! (Cascada vs. Tune Up! Remix)
- 2004 : Freddy Fader meets Locana - Bom, Bom, Suenan (Cascada Remix)
- 2004 : Springbreak - Big Bad Love (Cascada Remix)
- 2004 : Danielle Paris - I Can't Stand It (Cascada Remix)
- 2004 : The Usual Suspects - The Love You Promised (Cascada Remix)
- 2004 : Zane & Foster - Big Boom Bang (Cascada Remix)
- 2005 : Alex Megane - Hurricane (Cascada Remix)
- 2005 : Springbreak - Shut Up! (Cascada Remix)
- 2005 : Siria - I Will Believe It (Cascada Remix)
- 2005 : Rob Mayth - Can I Get A Witness (Cascada vs. Tune Up! Remix)
- 2005 : Klubbingman feat. Trixi Deldago - Revolution (We Call It) (Tune Up! vs. Cascada Remix)
- 2005 : Dyce - Tomorrow Can Wait (Cascada Remix)
- 2005 : Lazard - Little Star (Cascada Remix)
- 2006 : Kim Sozzi - Break Up (Cascada Remix)
- 2006 : Automatic DJz - Mad Lay Number Two (Cascada Remix)
- 2007 : Apollo - Dance 2007 (Cascada Remix)
- 2007 : ItaloBrothers - Counting Down The Days (Cascada Remix)
- 2007 : Liz Kay - When Love Becomes A Lie (Cascada Remix)
- 2007 : Liz Kay - Castles In The Sky (Cascada Remix)
- 2007 : Manian feat. Aila - Heaven (Cascada Remix)
- 2007 : Manian feat. Aila - Turn The Tide (Cascada Remix)
- 2010 : Manian - Like A Prayer (Cascada Remix)
- 2011 : Megara vs. DJ Lee - Dance (Cascada Remix)

## Clips
| Année | Vidéo                                       | Réalisateur(s)  |
| ----- | ------------------------------------------- | --------------- |
| 2004  | Miracle                                     | Lisa Mann       |
| 2005  | Everytime We Touch (version originale)      | Max Nichols     |
| 2005  | Everytime We Touch (version internationale) | Max Nichols     |
| 2006  | Truly Madly Deeply                          | Stephen Gragg   |
| 2007  | A Neverending Dream                         |                 |
| 2007  | What Hurts the Most                         | Clark Jackson   |
| 2007  | Last Christmas                              | Dirk Hilger     |
| 2008  | What Do You Want from Me?                   | Silvio Soldini  |
| 2008  | Because the Night                           | Dirk Hilger     |
| 2009  | Evacuate the Dancefloor                     | Max Nichols     |
| 2009  | Fever                                       | Dirk Hilger     |
| 2009  | Dangerous                                   | Jonathan Mostow |
| 2010  | Pyromania                                   | Lisa Mann       |
| 2010  | Night Nurse                                 | Lisa Mann       |
| 2011  | San Francisco                               | Lisa Mann       |
| 2011  | Au Revoir                                   | Lisa Mann       |
| 2011  | Let It Snow                                 | Lina Schütze    |
| 2012  | Summer of Love                              | Lina Schütze    |
| 2012  | The Rhythm of The Night                     | Iulian Moga     |
| 2013  | Glorious                                    | Lina Schütze    |
| 2013  | The World Is In My Hands                    | Lina Schütze    |
| 2013  | You                                         | Lina Schütze    |
| 2014  | Blink                                       | Lina Schütze    |
| 2014  | Madness                                     | Lina Schütze    |
| 2015  | Reason                                      | Lina Schütze    |
| 2017  | Playground                                  | Lina Schütze    |
| 2019  | Like The Way I Do                           | Lina Schütze    |